# Nursjön
Nursjön är en sjö i Värnamo kommun i Småland och ingår i Lagans huvudavrinningsområde. Sjön är 5,4 meter djup, har en yta på 0,346 kvadratkilometer och befinner sig 197 meter över havet. Vid provfiske har abborre och mört fångats i sjön.

## Delavrinningsområde
Nursjön ingår i det delavrinningsområde (635126-141576) som SMHI kallar för Utloppet av Långödammen. Medelhöjden är 207 meter över havet och ytan är 12,22 kvadratkilometer. Räknas de 55 delavrinningsområdena uppströms in blir den ackumulerade arean 785,53 kvadratkilometer. Skålån (Storån) som avvattnar avrinningsområdet har biflödesordning 2, vilket innebär att vattnet flödar genom totalt 2 vattendrag innan det når havet efter 198 kilometer. Delavrinningsområdet består mestadels av skog (75 procent). Avrinningsområdet har 1,45 kvadratkilometer vattenytor vilket ger det en sjöprocent på 11,9 procent.